# Bražec (okres Karlovy Vary)
Bražec (německy Bergles) je vesnice v okrese Karlovy Vary v Karlovarském kraji. Je sídlem stejnojmenné obce, ke které patří osady Javorná a Dolní Valov. Dohromady v nich žije 263 obyvatel.

## Název
Německý název vesnice pochází z hornoněmeckého slova perglín ve významu hůrka. V historických pramenech se vyskytuje ve tvarech: de Brasecz (1289), de Brazczie (1316), de Brazecz (1355 a 1369), Braczicz (1399), Bratrzicz (1405), in Brazczi (1411), zu Perglasz (1454), zu Pergels (1456), pode vsí Bražczem (1581), Brazcze a Bražecz (1586), Pergles (1654) a Bergles (1847).

## Historie

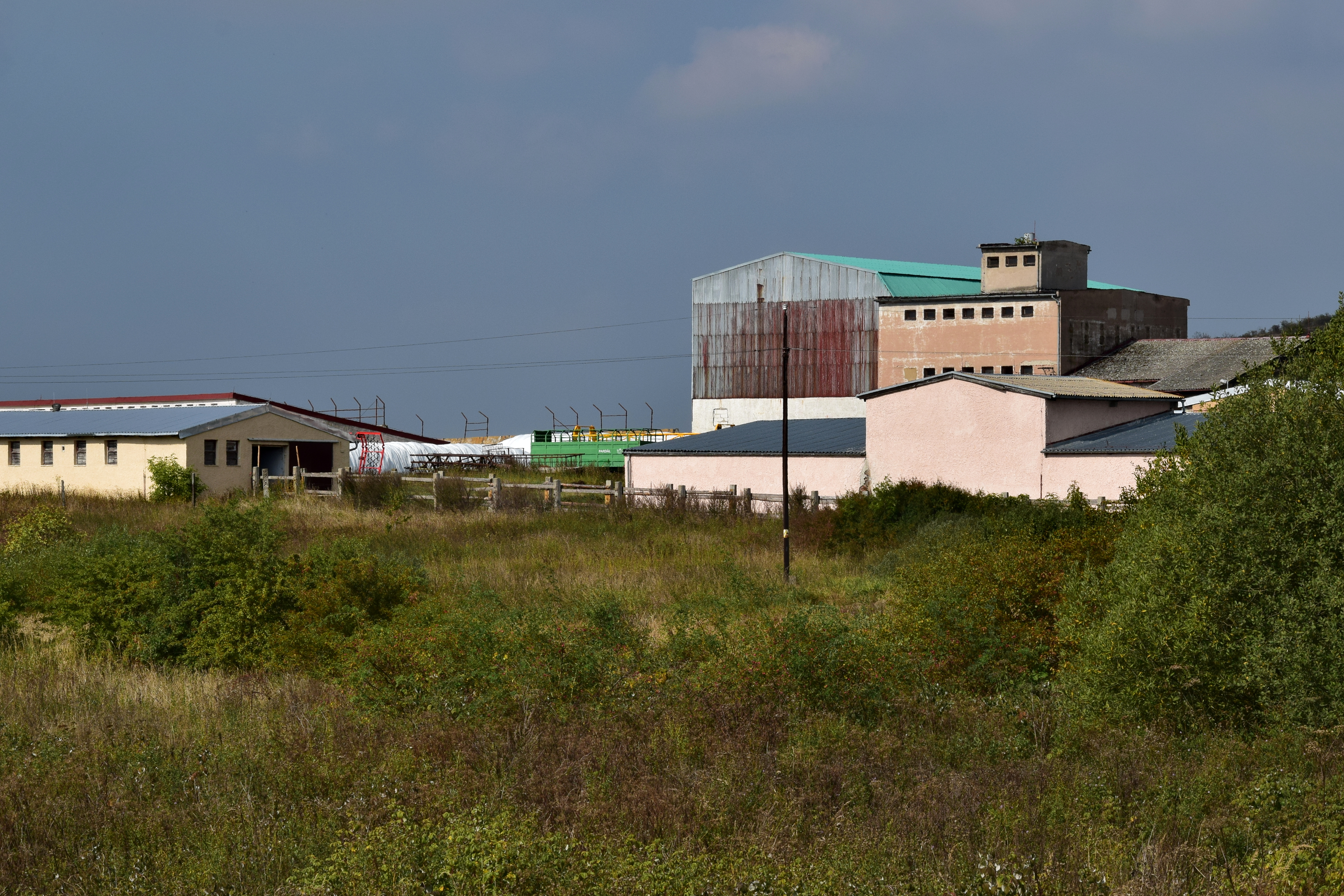
Hospodářský areál na severním okraji vesnice

První písemná zmínka o vesnici pochází z roku 1289 a nachází se v přídomku zdejšího zemana Benedy z Bražce. Jeho rod sídlil na nedaleké tvrzi připomínané poprvé v roce 1316. Tehdy byl Hynek z Bražce obviněn ze spoluúčasti na vraždě a povolán před zemský soud.
V roce 1410 vesnici vlastnil Jan Svinovec ze Svinavy. Během husitských válek okolním krajem procházela vojska druhé a čtvrté křížové výpravy a v roce 1428 také vojsko Jakoubka z Vřesovic. Nejspíše během některé z těchto událostí bražecká tvrz vyhořela a zanikla. Nahradilo ji nové panské sídlo, které stálo snad u poplužního dvora ve vsi. V poslední čtvrtině patnáctého století Bražec patřil Jindřichovi III. z Plavna, který mu roku 1493 udělil několik výsad včetně dědického práva.
Během šestnáctého století se v držení vesnice vystřídala řada majitelů. V roce 1510 ji koupil Jiří Plick z Plickensteina a později ji zdědili Zedtwitzové. Od nich panství zahrnující tvrz, dvůr a vsi Bražec a Javorná roku 1581 koupila Anna Karolina Colonna, rozená Šliková, a připojila je k panství hradu Andělská Hora. V roce 1622 byl Bražec Černíny z Chudenic převeden k zámku Stružná, u kterého zůstal až do roku 1850.
Také třicetiletá válka Bražec těžce postihla a vesničané v roce 1639 odmítli orat panská pole bez přídělu potravin. Nedonutili je k tomu ani vrchnostenští vojáci. Z válečných událostí se vesnice brzy vzpamatovala a podle berní ruly z roku 1654 v ní žilo jedenáct sedláků, sedm chalupníků a pět poddaných bez pozemků. Dohromady jim patřilo 39 potahů a chovali 53 krav, šedesát jalovic, čtyři ovce, dvanáct prasat a třináct koz. Ke dvěma selským usedlostem patřil rybník a jeden z chalupníků provozoval krčmu.
Kostel s farou stávaly na návrší zvaném Kostelní Hůrka (Am Berg), kdy bývala také škola. Tu navštěvovaly i děti z Javorné, Dlouhé a Doupovského Mezilesí. Teprve ve dvacátých letech dvacátého století byla postavena školní budova přímo v Bražci, do které ale chodily jen žáci první až třetí třídy. Starší děti docházely stále do Kostelní Hůrky. Škola poté ve vsi fungovala až do sedmdesátých let dvacátého století. Mateřská škola vydržela až do osmdesátých let.
Hlavním zdrojem obživy obyvatel bývalo zemědělství. Za první republiky zde bylo sedmdesát hospodářství, z nichž ke čtrnácti největším patřilo přes dvacet hektarů pozemků. Část lidí pracovala také v porcelánkách v Horních Tašovicích nebo ve Stružné. Ze služeb byly ve vsi dva obchody, čtyři hostince, obchod se senem, několik prodejců másla, vajec a drůbeže a trafika. Řemeslo provozovali švec, kolář, klempíř, dva truhláři a tkadlec. Sedláci vytvořili družstvo, které dodávalo mléko do mlékárny v Žalmanově. Západně od vesnice se poblíž Zeleného rybníka těžilo 500 metrů dlouhou štolou hnědé uhlí.

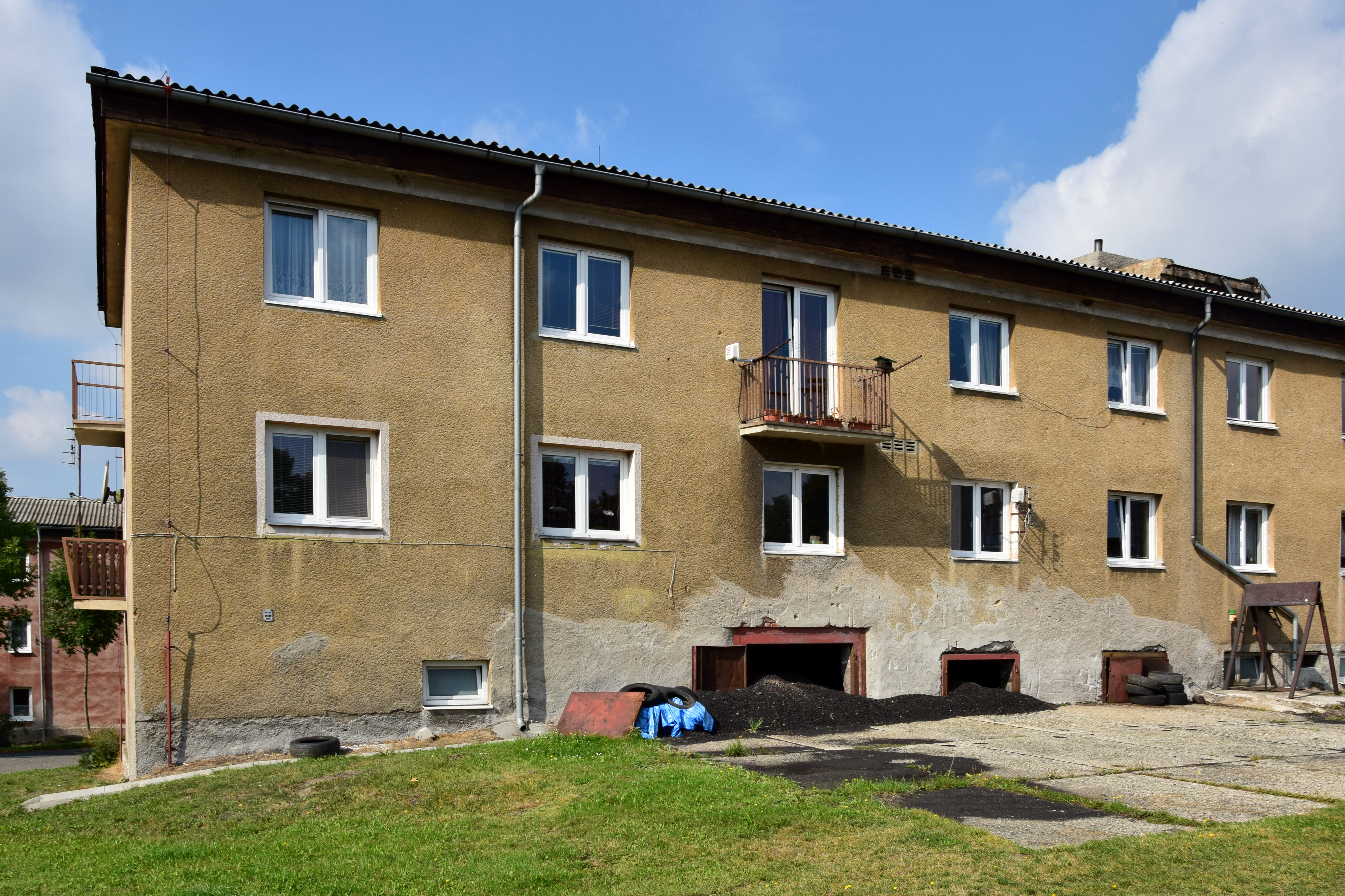
Jeden z bytových domů

Dne 25. června 1921 děti při hře založily oheň, ve kterém shořelo pět usedlostí. Další požár o dva roky později zničil obecní dokumenty. V roce 1927 byla do vsi zavedena elektřina a zásobování vodou zajišťovaly soukromé nebo tři obecní studny.
Velké změny v životě vesnice přinesl konec druhé světové války. Na jejím konci do vsi přišlo 350 uprchlíků s osmdesáti koňmi. Jednotky Rudé armády do Bražce přijely 11. května 1945. Do roku 1947 potom probíhalo vysídlení Němců z Československa. Vyprázdněnou vesnici se nepodařilo dosídlit. Noví obyvatelé zde 1. ledna 1950 založili jednotné zemědělské družstvo, ale to bylo o tři roky později zrušeno. Správu jeho majetku převzaly Vojenské lesy se sídlem ve Vintířově a od roku 1958 ve Velichově. Od roku 1953 probíhaly demolice původní zástavby, která tak z větší části zanikla. Nahradila ji řada dvojdomků a čtyři panelové domy.

## Přírodní poměry

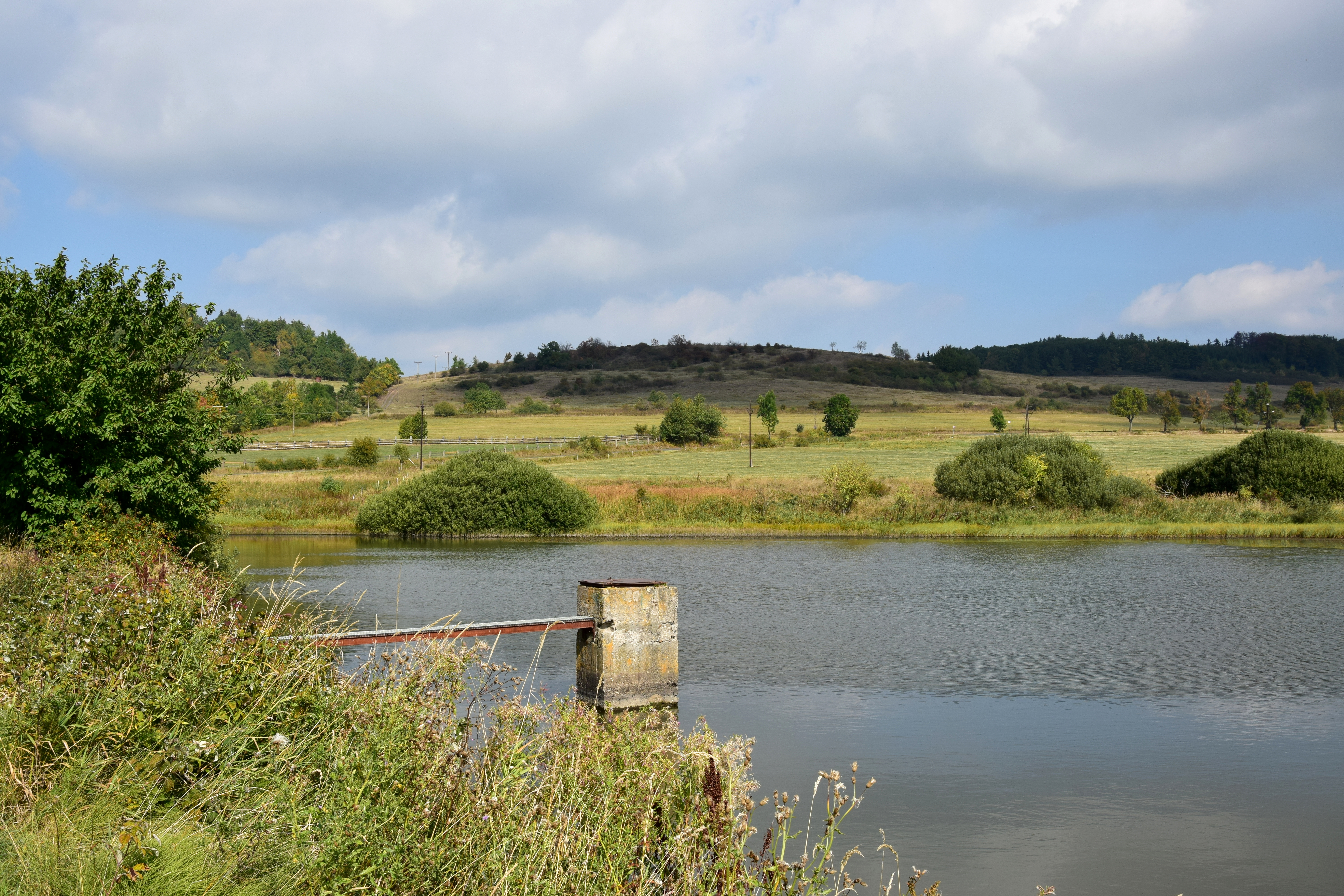
Rybník na východním okraji vesnice

Vesnice stojí na rozhraní Doupovských hor a Slavkovského lesa. Protéká jí Bochovský potok, který v katastrálním území Bražec u Doupova napájí dva rybníky. Větší z nich je Javorenský rybník asi jeden kilometr východně od vesnice. V okolí Bražce se v jihovýchodním směru nachází Valovský vrch (761 metrů) v Doupovských horách a v jihozápadním směru vrch Roháč (728 metrů), který patří ke Slavkovskému lesu. Z půd převládají kambizem eutrofní a dystrická, ale západně od vesnice leží bažinaté území s výskytem rašeliny.
Západně od vesnice se nachází soustava sedmi drobných rybníků zvaných Bražecké hliňáky. Některé mají charakter částečně zazemněných tůní napájených srážkovou vodou. Soustava poskytuje útočiště mnoha druhům živočichů. Z hmyzu se u rybníků vyskytuje například šídlatka kroužkovaná, šídlo královské, lesklice měděná nebo šidélko jarní. Na okolních loukách žijí motýli hnědásek chrastavcový, ohniváček modrolemý a perleťovec velký. Z obojživelníků se lze setkat s skokanem ostronosým, kuňkou obecnou, skokanem krátkonohým, blatnicí skvrnitou, ropuchou obecnou, čolkem velkým a čolkem obecným. Prohřátá voda vyhovuje měkkýšům, z nichž nejpočetnější je populace plovatky bahenní, ale vyskytuje se zde také okružák ploský a škeble říční. V blízkosti vody žije ještěrka živorodá a z ptáků bekasina otavní. Za potravou k rybníkům zalétá jeřáb popelavý.
Vesnice stojí také na rozhraní dvou klimatických oblastí v rámci Quittovy klasifikace podnebí: severně od vsi se rozkládá chladná oblast CH7, zatímco jižně od ní leží mírně teplá oblast MT3. Jejich hranice vede přibližně podél Bochovského potoka k vrchu Jelení Komora). Pro oblast MT3 jsou typické průměrné teploty −3 až −4 °C v lednu a 16–17 °C v červenci. Roční úhrn srážek dosahuje 600–750 milimetrů, počet letních dnů je 20–30, počet mrazových dnů se pohybuje od 130 do 160 a sněhová pokrývka zde leží 60–100 dnů v roce. V chladnější oblasti CH7 dosahují průměrné teploty v lednu −3 až −4 °C a 15–16 °C v červenci. Roční úhrn srážek se pohybuje mezi 850 a 1000 milimetry, sníh zde leží 100–120 dní v roce. Mrazových dnů bývá 140–160, zatímco letních dnů jen 10–30.

## Obyvatelstvo
Při sčítání lidu v roce 1921 zde žilo 428 obyvatel (z toho 206 mužů), z nichž byl jeden Čechoslovák a 427 Němců. Kromě jednoho evangelíka se hlásili k římskokatolické církvi. Podle sčítání lidu z roku 1930 měla vesnice 380 obyvatel: 379 Němců a jednoho cizince. Všichni byli římskými katolíky.
K 1. lednu 2016 bylo v obci evidováno 233 obyvatel, z toho 231 v části Bražec a po jednom obyvateli v částech Dolní Valov a Javorná. Podle sčítání lidu k 26. březnu 2011 bylo na území dnešní obce 243 osob s trvalým pobytem (z toho 2 v části Dolní Valov, ostatní v části Bražec) a 218 osob s obvyklým pobytem (z toho jeden v části Dolní Valov, ostatní v části Bražec). K 1. březnu 2001 bylo podle sčítání lidu na území dnešní obce 266 obyvatel s trvalým pobytem, všichni v části Bražec. K 1. lednu 2016 bylo v obci 42 budov s domovními čísly, z toho 40 v části Bražec a po jedné v částech Dolní Valov a Javorná.
| Rok            | 1869 | 1880 | 1890 | 1900 | 1910 | 1921 | 1930 | 1950 | 1961 | 1970 | 1980 | 1991 | 2001 | 2011 | 2021 |
| -------------- | ---- | ---- | ---- | ---- | ---- | ---- | ---- | ---- | ---- | ---- | ---- | ---- | ---- | ---- | ---- |
| Počet obyvatel | 393  | 465  | 395  | 422  | 480  | 428  | 380  | 86   | .    | .    | .    | .    | 266  | 217  | 207  |
| Počet domů     | 73   | 79   | 78   | 78   | 78   | 79   | 76   | 56   | .    | .    | .    | .    | 36   | 36   | 38   |

| Rok            | 1869 | 1880 | 1890 | 1900 | 1910 | 1921 | 1930 | 1950 | 1961 | 1970 | 1980 | 1991 | 2001 | 2011 | 2021 |
| -------------- | ---- | ---- | ---- | ---- | ---- | ---- | ---- | ---- | ---- | ---- | ---- | ---- | ---- | ---- | ---- |
| Počet obyvatel | 778  | 851  | 753  | 779  | 840  | 771  | 687  | 233  | .    | .    | .    | .    | 269  | 219  | 212  |
| Počet domů     | 137  | 147  | 145  | 146  | 144  | 145  | 143  | 123  | .    | .    | .    | .    | 38   | 38   | 40   |

## Obecní správa

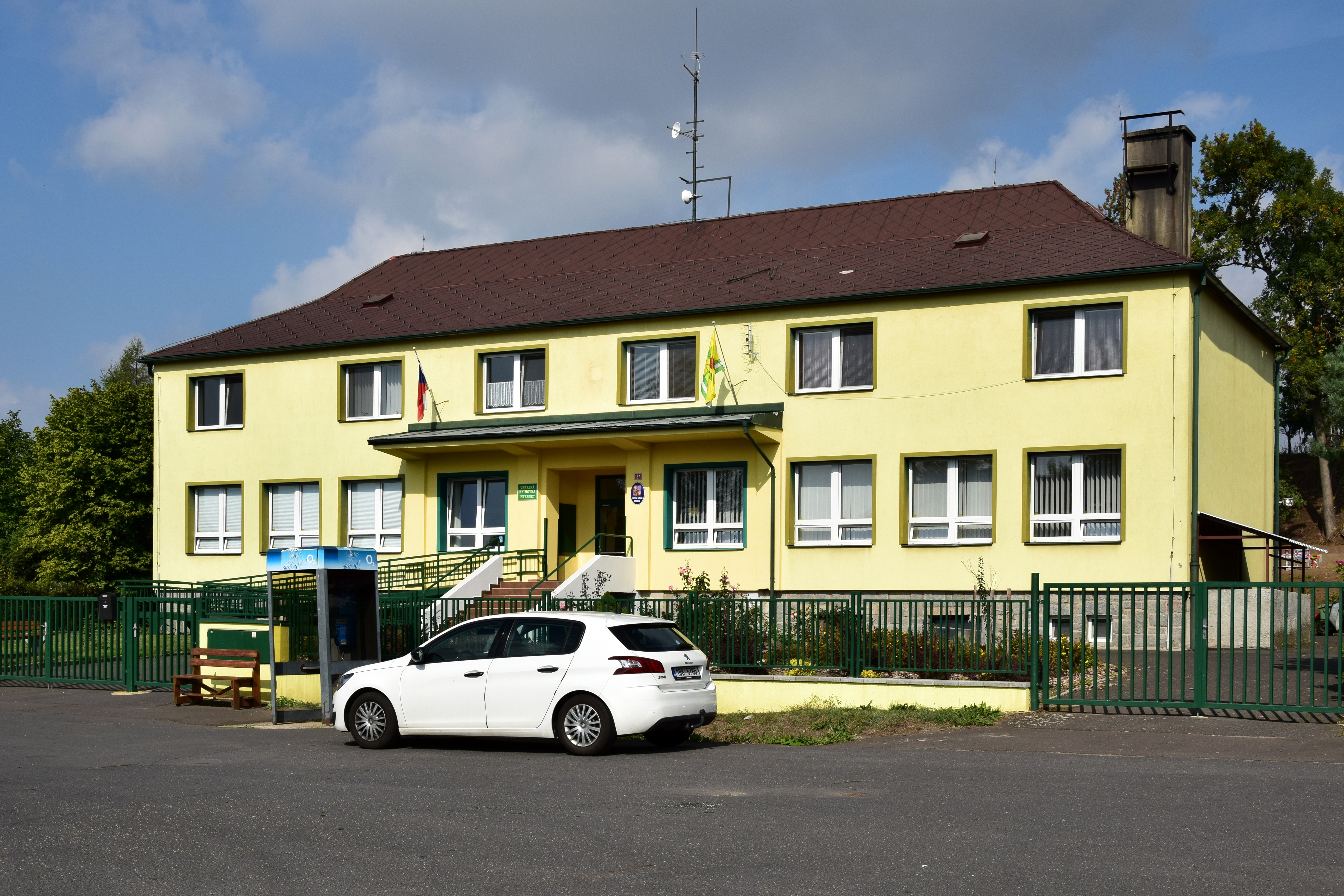
Obecní úřad

Po zrušení patrimoniální správy se Bražec stal obcí v okrese Bochov, ale v roce 1869 byl při sčítání lidu uveden v okrese Žlutice a od roku 1950 v okrese Karlovy Vary. Obec zanikla rozhodnutím předsednictva vlády ČSR ze dne 4. března 1953 o zřízení vojenského výcvikového prostoru Hradiště, a to se zpětnou platností k 1. únoru 1953.[zdroj⁠?!] Obnovena byla 1. ledna 2016, kdy došlo ke zmenšení vojenského újezdu Hradiště, na ploše katastrálních území Bražec u Doupova a Bražec u Těšetic.
Dne 16. ledna 2016 se uskutečnily zdejší první obecní volby. Starostkou se po nich stala Marie Ambrosová.

### Obecní symboly
Dne 25. dubna 2018 bylo schváleno usnesením výboru pro vědu, vzdělání, kulturu, mládež a tělovýchovu udělení znaku a vlajky obce. Znak a vlajka byly obci uděleny rozhodnutím předsedy Poslanecké sněmovny Parlamentu České republiky dne 3. května 2018.

### Správní území

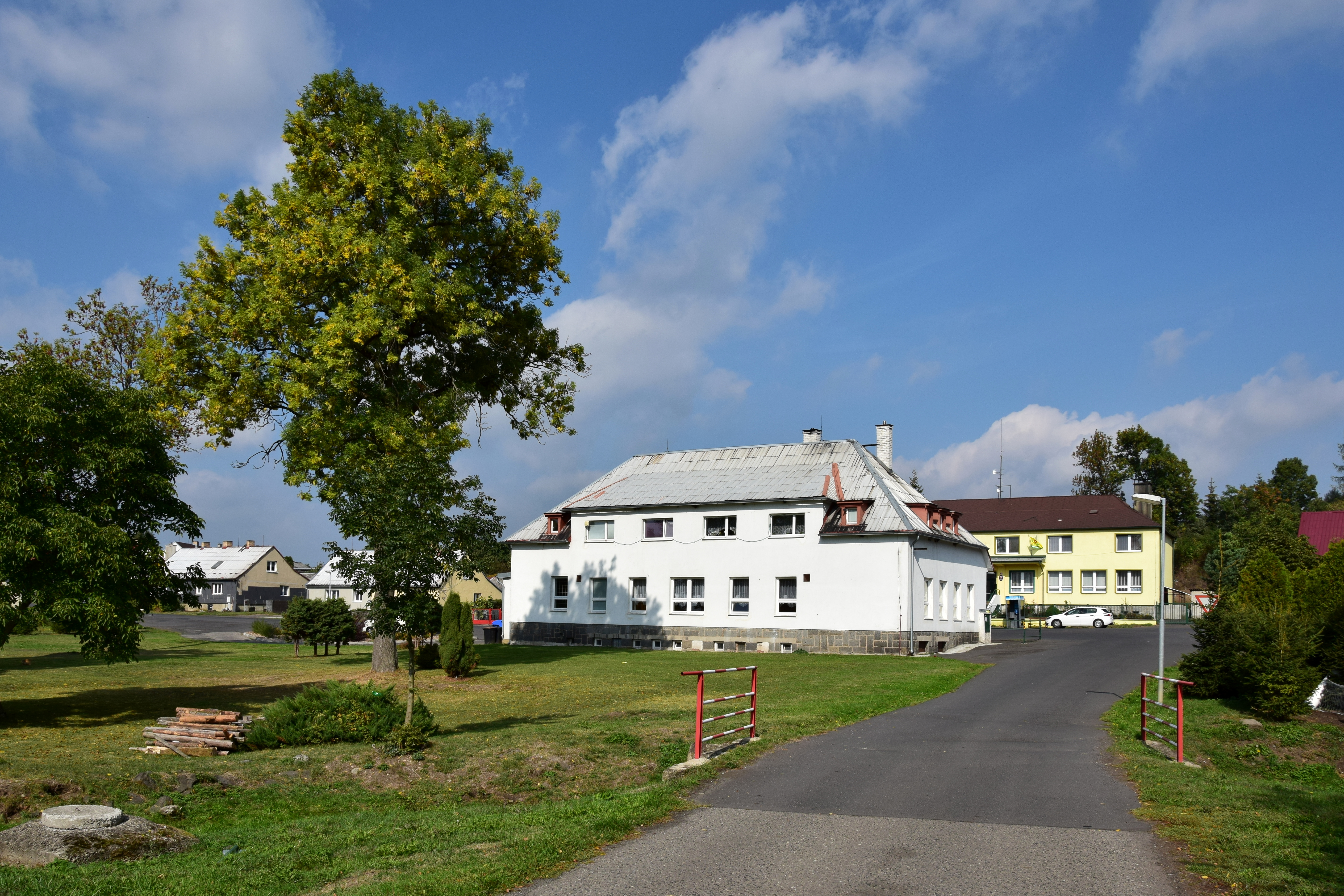
Park podél Bochovského potoka

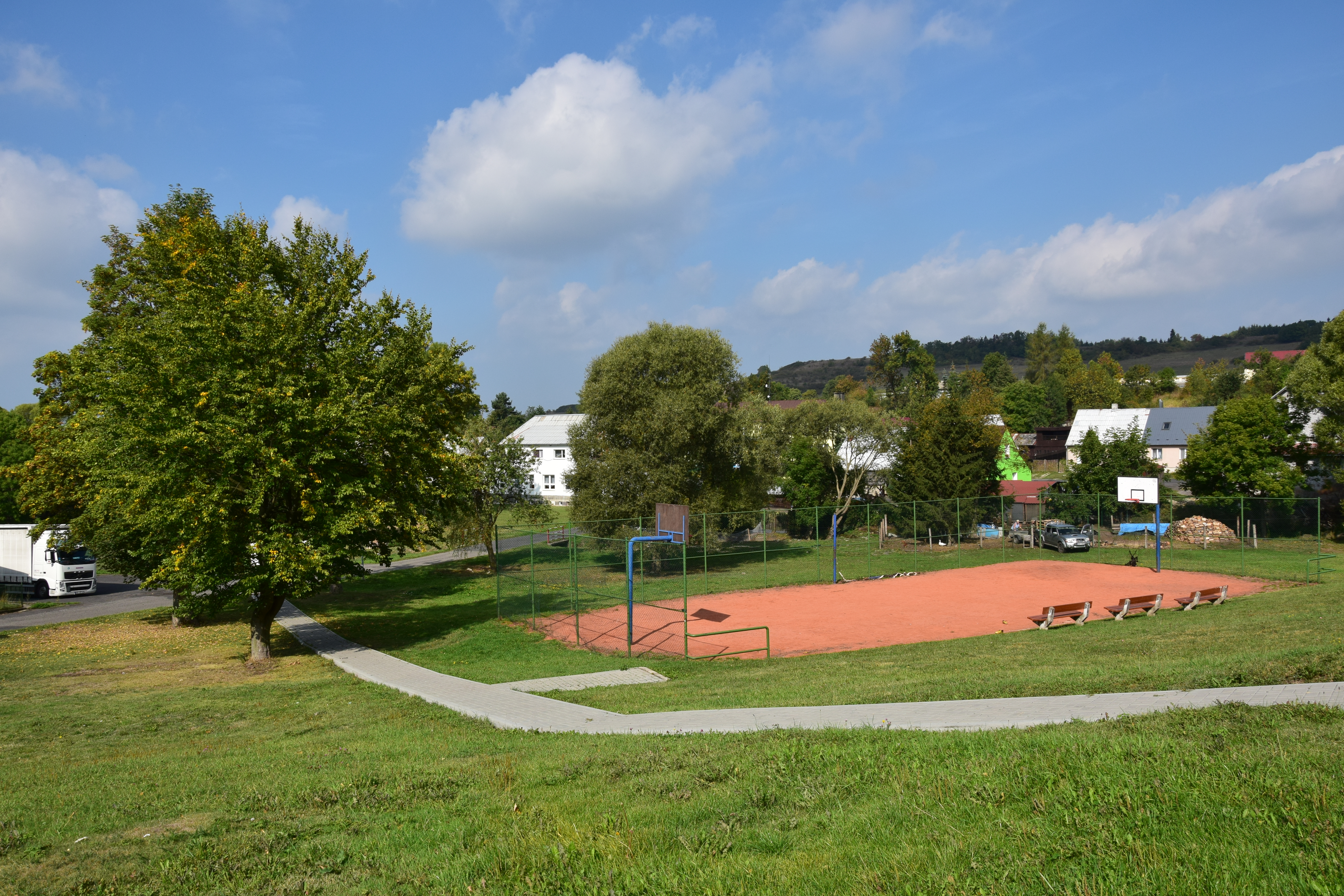
Hřiště

Obec má dvě katastrální území, tři evidenční části a čtyři základní sídelní jednotky. Na katastrálním území Bražec u Doupova se nacházejí základní sídelní jednotky Bražec, Dolní Valov a Javorná. Základní sídelní jednotky Bražec a Javorná jsou územně totožné se stejnojmennými evidenčními částmi obce. Katastrální území Bražec u Těšetic je vedeno jako samostatná základní sídelní jednotka, která přísluší k evidenční části Dolní Valov a je jedinou ZSJ v obci, na které není evidována žádná číslovaná budova. V katastrálním území Bražec u Těšetic leží také zbytky zaniklé vesnice Tis u Luk.

## Doprava
Obec má autobusové spojení s Karlovými Vary, Bochovem, Valčí a Žluticemi s několika spoji i o víkendech. Severním okrajem obce po hranici vojenského újezdu je vedena cyklotrasa číslo 2249 z Ostrova do Valče, přes Dolní Valov se napojuje cyklotrasa č. 2233 od Toužimi a Bochova.

## Pamětihodnosti
Severně od Bražce stávala osada Kostelní Hůrka. Na návrší u ní se dochovalo tvrziště bražecké tvrze. V jejím sousedství býval také kostel svatého Bartoloměje. Nejstarší kostel zanikl spolu s tvrzí, ale na rozdíl od ní byl obnoven. V osmnáctém století byl stržen a nahrazen novým barokním kostelem vysvěceným v roce 1785. V šedesátých letech dvacátého století sloužil jako sklad, v roce 1963 údajně vyhořel, a nakonec zcela zanikl. Část vybavení (sochy svatých Petra a Pavla a torzo mariánského oltáře) byly přemístěny do kostela v Žalmanově.